# Sidney Pullen
Sidney Pullen (ur. 14 lipca 1895 w Southampton, zm. 1 sierpnia 1950 w Rio de Janeiro) – piłkarz i sędzia brazylijski, pochodzenia angielskiego. W czasie piłkarskiej kariery występował na pozycji ofensywnego pomocnika.
Urodzony w Southampton w Wielkiej Brytanii Sidney Pullen, karierę piłkarską rozpoczął w 1910 roku w klubie Paysandu, w którym grał do 1914 roku. W 1912 roku wywalczył z Paysandu zdobył mistrzostwo Stanu Rio de Janeiro – Campeonato Carioca. W 1915 przeszedł do CR Flamengo, w którym grał do końca swojej kariery, która skończył w 1925 roku. Z Flamengo czterokrotnie wygrywał mistrzostwo Stanu Rio de Janeiro w : 1915, 1920, 1921, 1925.
Jako piłkarz Flamengo wziął udział w turnieju Copa América 1916, czyli pierwszych w dziejach oficjalnych mistrzostwach kontynentalnych. Brazylia zajęła trzecie miejsce, a Sidney Pullen zagrał we wszystkich trzech meczach – z Chile(jego debiut w reprezentacji), Argentyną i Urugwajem. W tych mistrzostwach wystąpił w podwójnej roli, zarówno piłkarza i sędziego. 6 lipca 1916 sędziował spotkanie Argentyny z Chile.
Sidney Pullen w 1916 i 1917 rozegrał łącznie w reprezentacji Brazylii 3 mecze(obok tego wystąpił w 2 meczach z drużynami klubowymi.